# Jonas Johannis Rydelius
Jonas Johannis Rydelius, född 1665 i Fornåsa församling, Östergötlands län, död 2 februari 1719 i Veta församling, Östergötlands län, var en svensk präst.

## Biografi
Jonas Rydelius föddes 1665 i Fornåsa församling. Han var son till kontraktsprosten Johannes Rydelius och Catharina Hornér. Rydelius blev 1684 student vid Uppsala universitet och avlade filosofie kandidatexamen 1693. Han prästvigdes 1694 och blev samma år skvadronspredikant vid Östgöta kavalleriregemente. År 1702 blev han kyrkoherde i Veta församling. Han avled 1719 i Veta församling.

## Familj
Rydelius gifte sig 22 maj 1698 med Anna Lysing (1674–1726). Hon var dotter till kyrkoherden Andreas Lysing och Emerentia Rydelius i Jakob och Johannes församling, Stockholm. Anna Lysing hade tidigare varit gift med kyrkoherden Samuel Langelius i Kvillinge församling och kyrkoherden Jonas Austronius i Kvillinge församling. Rydelius och Lysing fick tillsammans barnen Catharina Rydelius (1699–1705), Christina (1702–1760) som var gift med bergsfogden Hans Stockenström och domprosten Johan Sparschuch i Linköping, Ingialda Rydelius (född 1703), generalkonsuln Andreas Rydelius (1705–1768) i Smyrna, Anna Catharina Rydelius (född 1708) som var gift med kontraktsprosten Johannes Petri Carlström i Lofta församling, Elisabet Rydelius (född 1709) som var gift med kyrkoherden Eric Älf i Kvillinge församling och lektorn Martin Lidén i Linköping.